# Gonçalo Cardoso
Pedro Gonçalo Gonçalves Mesquita Cardoso, hay Gonçalo (sinh ngày 28 tháng 12 năm 1990) là một cầu thủ bóng đá người Bồ Đào Nha thi đấu cho Bragança, ở vị trí hậu vệ.

## Sự nghiệp câu lạc bộ
Anh ra mắt chuyên nghiệp tại Giải bóng đá hạng nhất quốc gia Bồ Đào Nha cho Vitória Guimarães B vào ngày 18 tháng 8 năm 2012 trong trận đấu trước Sporting B.
Anh ra mắt tại Giải bóng đá vô địch quốc gia Bồ Đào Nha cho Vitória Guimarães vào ngày 20 tháng 1 năm 2013, khi vào sân từ ghế dự bị thay cho Luís Rocha trong thắng lợi 3–1 trước Rio Ave.